# 1962-es Formula–1 holland nagydíj
Az 1962-es Formula–1-es világbajnokság szezonnyitó futama a holland nagydíj volt.

## Futam
A szezonnyitó holland nagydíjon Surtees szerezte meg a pole, az első rajtsorban mellőle Hill és Clark indult.
A vezetést Clark szerezte meg Hill előtt, míg Dan Gurney harmadiknak jött fel a Porschével. Brabham hamar kiesett, amikor összeütközött Rodríguezzel, míg Surtees keresztlengőkarjának meghibásodása miatt balesetet szenvedett (de nem sérült meg). Ezt követően Clark kuplunghiba miatt kiállt, Hill vette át a vezetést. A verseny nagy részében Phil Hill haladt a második helyen, de az utolsó körökben megelőzte Taylor, így harmadik lett Baghetti előtt.
| Helyezés | #  | Versenyző               | Csapat/Motor    | Futott körök | Idő/Kiesés oka        | Rajthely | Pontszám |
| -------- | -- | ----------------------- | --------------- | ------------ | --------------------- | -------- | -------- |
| 1        | 17 | Graham Hill             | BRM             | 80           | 2:11'02.1             | 2        | 9        |
| 2        | 5  | Trevor Taylor           | Lotus-Climax    | 80           | +27.2                 | 10       | 6        |
| 3        | 1  | Phil Hill               | Ferrari         | 80           | +1'21.1               | 9        | 4        |
| 4        | 2  | Giancarlo Baghetti      | Ferrari         | 79           | +1 Kör                | 12       | 3        |
| 5        | 7  | Tony Maggs              | Cooper-Climax   | 78           | +2 Kör                | 15       | 2        |
| 6        | 14 | Carel Godin de Beaufort | Porsche         | 76           | +4 Kör                | 14       | 1        |
| 7        | 11 | Jo Bonnier              | Porsche         | 75           | +5 Kör                | 13       |          |
| 8        | 21 | Jackie Lewis            | Cooper-Climax   | 70           | +10 Kör               | 7        |          |
| 9        | 4  | Jim Clark               | Lotus-Climax    | 70           | +10 Kör               | 3        |          |
| Kiesett  | 3  | Ricardo Rodríguez       | Ferrari         | 73           | Baleset               | 11       |          |
| Kiesett  | 18 | Richie Ginther          | BRM             | 71           | Baleset               | 7        |          |
| Kiesett  | 9  | Innes Ireland           | Lotus-Climax    | 61           | Baleset               | 6        |          |
| Kiesett  | 10 | Masten Gregory          | Lotus-Climax    | 54           | Féltengely            | 16       |          |
| HN       | 16 | Wolfgang Seidel         | Emeryson-Climax | 52           | Nem kvalifikált       | 20       |          |
| Kiesett  | 12 | Dan Gurney              | Porsche         | 47           | Váltó                 | 8        |          |
| Kiesett  | 6  | Bruce McLaren           | Cooper-Climax   | 21           | Váltó                 | 5        |          |
| Kiesett  | 20 | Roy Salvadori           | Lola-Climax     | 12           | Visszalépett          | 17       |          |
| Kiesett  | 19 | John Surtees            | Lola-Climax     | 8            | Baleset               | 1        |          |
| Kiesett  | 8  | Jack Brabham            | Lotus-Climax    | 4            | Baleset               | 4        |          |
| Kiesett  | 15 | Ben Pon                 | Porsche         | 2            | Baleset               | 10       |          |
| Vi       | 16 | Rob Slotemaker          | Porsche         |              | Nem volt kész az autó |          |          |
| Vi       | 21 | Maurice Trintignant     | Lotus-Climax    |              | Nem volt kész az autó |          |          |

### Statisztikák
Vezető helyen:
- Jim Clark: 11 (1-11)
- Graham Hill: 68 (12-54 / 56-80)
- Phil Hill: 1 (55)
- Graham Hill 1. győzelme, John Surtees 2. pole-pozíciója, Bruce McLaren 2. leggyorsabb köre.
- BRM 2. győzelme.